# Walter Auffenberg
Walter Auffenberg (6 februari 1928 - 17 januari 2004) was een Amerikaans paleontoloog en herpetoloog. Hij is vooral bekend geworden door zijn intensieve studie naar reptielen zoals de komodovaraan (Varanus komodoensis) maar bestudeerde daarnaast ook verschillende andere reptielen, zoals fossiele slangen en schildpadden, vooral uit het geslacht Gopherus. 
Auffenberg verbleef in 1970 met zijn gezin bijna een jaar op het eiland Komodo. Hij overleed in 2004 op 75-jarige leeftijd in Gainsville, Florida.
- Gemeinsame Normdatei: 1116299364
- International Standard Name Identifier: 0000 0001 1653 6887
- Library of Congress Control Number: n80144570
- Nationale Bibliotheek van Tsjechië: jcu2013771829
- Nationale Bibliotheek van Israël: 987007279109305171
- Nederlandse Thesaurus van Auteursnamen: 08612711X
- SNAC: w69b3v0j
- Système universitaire de documentation: 191246581
- Virtual International Authority File: 60391110
- WorldCat: E39PBJgX8jRR6bJR7Q4XQm9v73